# Conférence de Montréal de 2022 sur la biodiversité
Pour les articles homonymes, voir COP 15.
La Conférence de Montréal de 2022 sur la biodiversité (COP 15) est organisée en 2022 par les parties de la Convention des Nations unies sur la diversité biologique (CDB). Initialement prévue pour octobre 2020, elle est retardée en raison de la pandémie de Covid-19. Supposée se tenir en avril 2022 à Kunming, en Chine,,, elle est reportée, pour la quatrième fois, au troisième trimestre de 2022, selon le bureau du secrétariat de l'ONU, le 29 mars. En juin 2022, le secrétariat des Nations unies pour la Convention sur la diversité biologique et le ministère chinois de l'environnement déclarent dans des déclarations distinctes que la réunion se tiendra en décembre 2022 à Montréal, au Canada, où le secrétariat est basé, mais que la Chine restera le président du sommet.
Plusieurs villes signent l'« Engagement de Montréal » avant la conférence pour s'engager à protéger la biodiversité dans leur ville par le biais de 15 actions.
Alors que la conférence entre dans ses derniers jours, des divisions subsistent sur de nombreuses questions, comme les différends concernant le financement des efforts de conservation,. Il est également question d'abandonner complètement les protections de la biodiversité marine. Une tribune publiée dans The Guardian à la mi-décembre critique la lenteur et le manque d'urgence de la procédure.
Le 19 décembre, 190 pays signent l'accord qui prévoit la protection de 30 % des terres et des océans d'ici à 2030 et vingt-deux autres objectifs destinés à réduire la perte de biodiversité. D'autres pays déclarent que l'accord ne va pas assez loin pour protéger la biodiversité et que le processus a été précipité.
La COP15 adopte un ensemble de six points:
- L25 : Cadre mondial de la biodiversité de Kunming à Montréal (GBF)
- L26 : Cadre de surveillance du cadre mondial pour la biodiversité de Kunming-Montréal
- L27 : Mécanismes de planification, de suivi, de rapport et d'examen
- L28 : Renforcement des capacités et développement et coopération technique et scientifique
- L29 : Mobilisation des ressources
- L30 : Informations sur les séquences numériques des ressources génétiques.

## Site
La conférence a lieu au Palais des congrès de Montréal. Le service est suspendu à la station de métro Place-d'Armes sous le palais des congrès du 1er au 20 décembre par mesure de sécurité.